# Вазописець циклопа

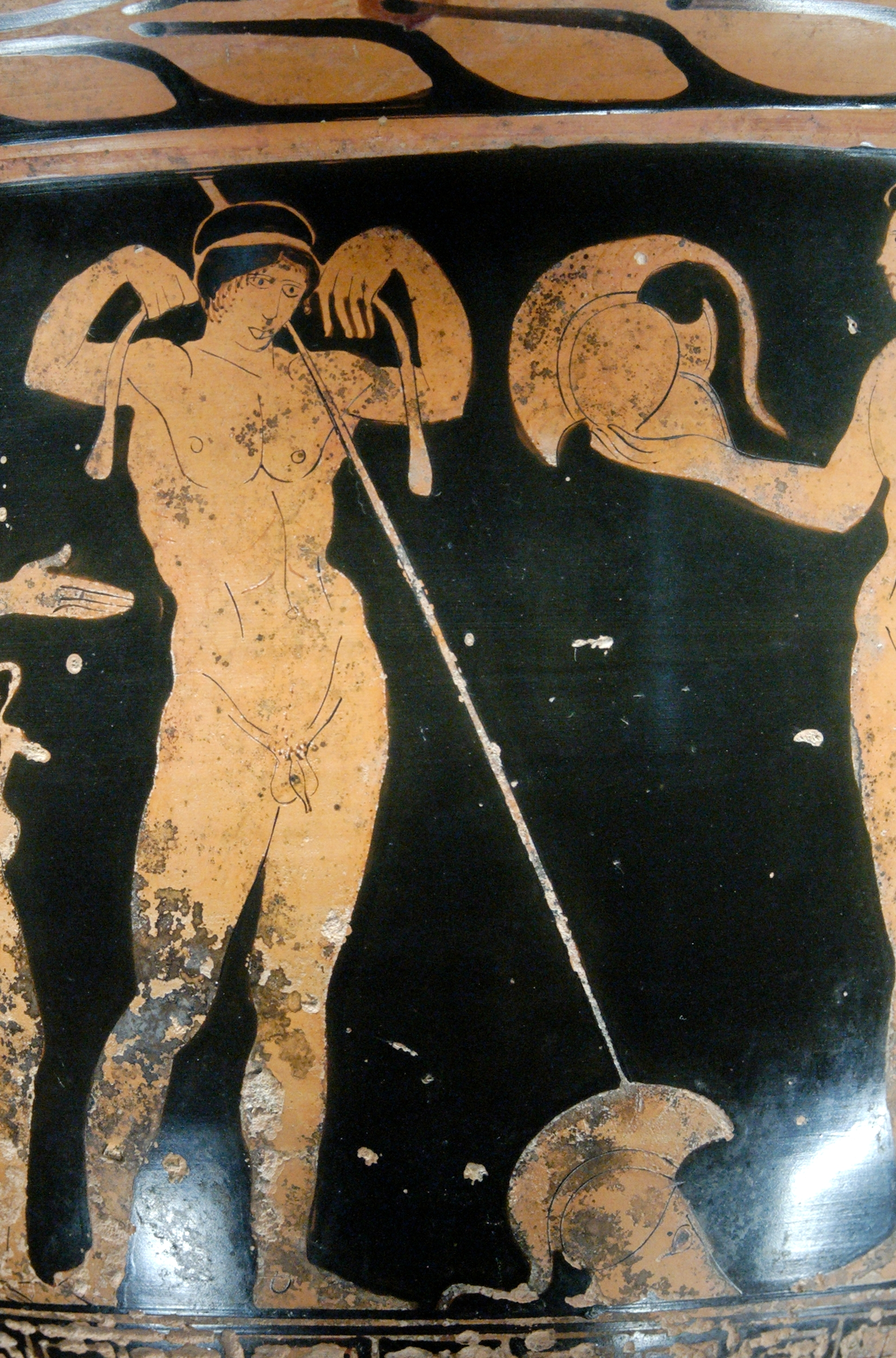
Кратер: відправлення воїнів, Лувр

Вазописець циклопа (англ. Cyclops Painter, нім. Kyklops-Maler) — анонімний давньогрецький вазописець, працював у Луканії наприкінці V століття до н. е. у червонофігурній техніці. Вважається послідовником Вазописця Пістіччі.

## Відомі роботи
- іменна ваза — кілікс-кратер[2] із зображенням міфологічної теми: засліплення сплячого на підпитку циклопа Поліфема Одіссеєм та його воїнами. Два сатири праворуч від основної сцени дозволяють припустити, що вазописець був натхненний сатиричною пєсою «Циклопи» Евріпіда, написаною близько 408 до н. е. Власне ваза датована приблизно 420–400 роками до н. е. Нині експонується у Британському музеї, Лондон[3].
- дзвоноподібний кратер зі сценою відправлення воїнів, знайдений у Джинозі. Нині зберігається у Луврі, Париж.
- ойнохоя із зображенням двох атлетів, чиє авторство досі не встановлено достеменно. Розпис її може міг бути виконаним або Вазописцем циклопа, або Вазописцем Пістіччі. Нині зберігається у Луврі, Париж.